# Hoplocryptus savioi
Hoplocryptus savioi är en stekelart som beskrevs av Tohru Uchida 1940. Hoplocryptus savioi ingår i släktet Hoplocryptus och familjen brokparasitsteklar. Inga underarter finns listade i Catalogue of Life.